# Йоанис Бакалис
Йоанис Бакалис (на гръцки: Ιωάννης Μπακάλης) е виден гръцки журналист, юрист и писател.

## Биография
Бакалис е роден в 1902 година в западномакедонския град Костур. Следва право и е назначен в съда в Костур в 1926 година. В 1929 - 1930 година започва да издава вестник „Дитики Македония“ (Западна Македония), който излиза между двете световни войни. Редактор е на вестник „Орестиас“ от 1947 до смъртта си в 1956 година. Умира в родния си град. Бакалис е автор на две книги за историята на Костур.